# Baucau
Baucau (em tétum: Baukau) é a segunda maior cidade do Timor-Leste, logo após Díli, a capital, da qual dista 122 km. 
Baucau tem cerca de 16 mil habitantes, é sede do município do mesmo nome, localizado na zona oriental do país, e de um dos dois bispados de Timor-Leste. A Diocese de Baucau, criada em 30 de Novembro de 1996 por desmembramento da Diocese de Díli, tem à sua frente o bispo D. Basílio do Nascimento.
Nos tempos da colonização portuguesa Baucau chegou a chamar-se Vila Salazar.

## Equipamentos
Tal como noutros pontos de Timor-Leste, muitas das infra-estruturas da cidade e dos arredores foram destruídas ou gravemente danificadas durante os motins que se seguiram ao referendo pela independência em 1999.

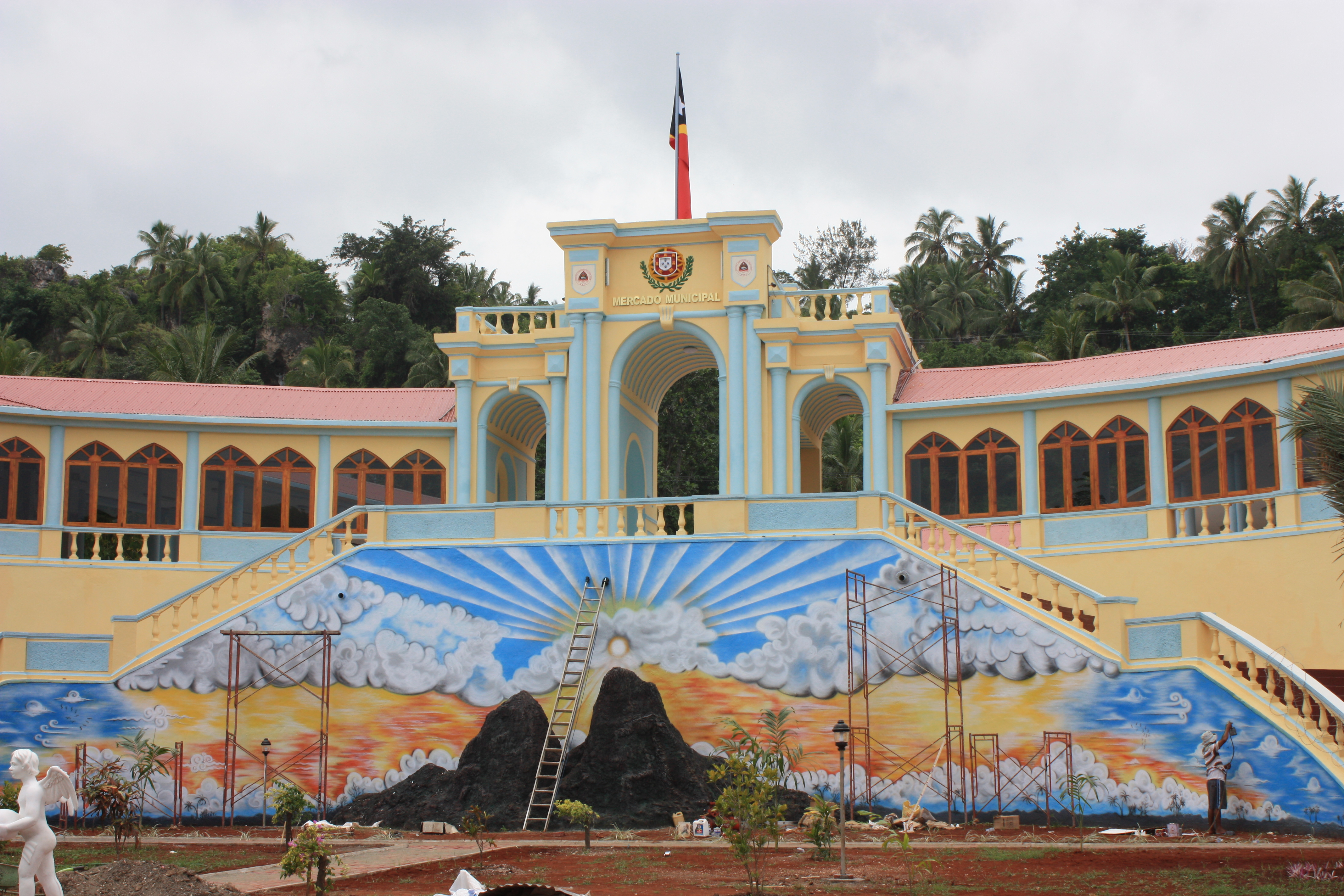
Antigo Mercado Municipal de Baucau, restaurado em 2014

A 6 km da cidade de Baucau fica o maior aeroporto internacional de Timor-Leste (código da IATA: NCH).

## Património
A parte antiga de Baucau, construída em torno de uma nascente, mantém fortes traços do período português na forma de grandes casas coloniais, igrejas e edifícios públicos. Um número apreciável de belos edifícios coloniais sobreviveu em até aos nossos dias. Entre eles merece destaque a Pousada de Baucau, edifício cor-de-rosa, talvez o único hotel de charme do país, com um restaurante e uma magnífica vista sobre o mar. Anteriormente designada por Pousada de Santiago, em 1970 passou a Hotel Baucau. Durante a ocupação indonésia serviu de residência-caserna dos militares indonésios e prisão.

## Economia
As lojas, os restaurantes e o imponente Mercado Municipal de Baucau fazem negócio, apesar do desemprego, particularmente de jovens, ser muito alto. Existem algumas experiências com sucesso na reconversão de antigos guerrilheiros para empregos na indústria ligeira. Há planos para desenvolver o artesanato e um leque alargado de micro-empresas nas áreas da higiene e saúde, produção e processamento de alimentos, transportes, pequeno retalho e turismo. 